# Rio Aranda
O rio Aranda é um rio da província de Saragoça, em Aragão, Espanha, afluente do rio Jalón. 